# یوکایپا (کالیفرنیا)
یوکایپا (به انگلیسی: Yucaipa) شهری در شهرستان سن برناردینو، کالیفرنیا ایالت کالیفرنیا است که در سرشماری سال ۲۰۱۰ میلادی، ۵۱۳۶۷ نفر جمعیت داشته است.